# Puszcza Pyzdrska
Puszcza Pyzdrska este o arie protejată (sit de importanță comunitară — SCI) din Polonia întinsă pe o suprafață de 1.727,01 ha, integral pe uscat.

## Localizare
Centrul sitului Puszcza Pyzdrska este situat la coordonatele 51°58′32″N 17°58′57″E / 51.9755°N 17.9826°E.

## Înființare
Situl Puszcza Pyzdrska a fost declarat sit de importanță comunitară în ianuarie 2021 pentru a proteja un număr necunoscut de specii din flora spontană și fauna sălbatică aflate în arealul zonei.

## Biodiversitate
Situată în ecoregiunea continentală, aria protejată conține 1 habitat natural: Păduri central-europene de pin scoțian cu licheni.
La baza desemnării sitului se află un număr nedeclarat de specii protejate.